# Lafcadio Hearn

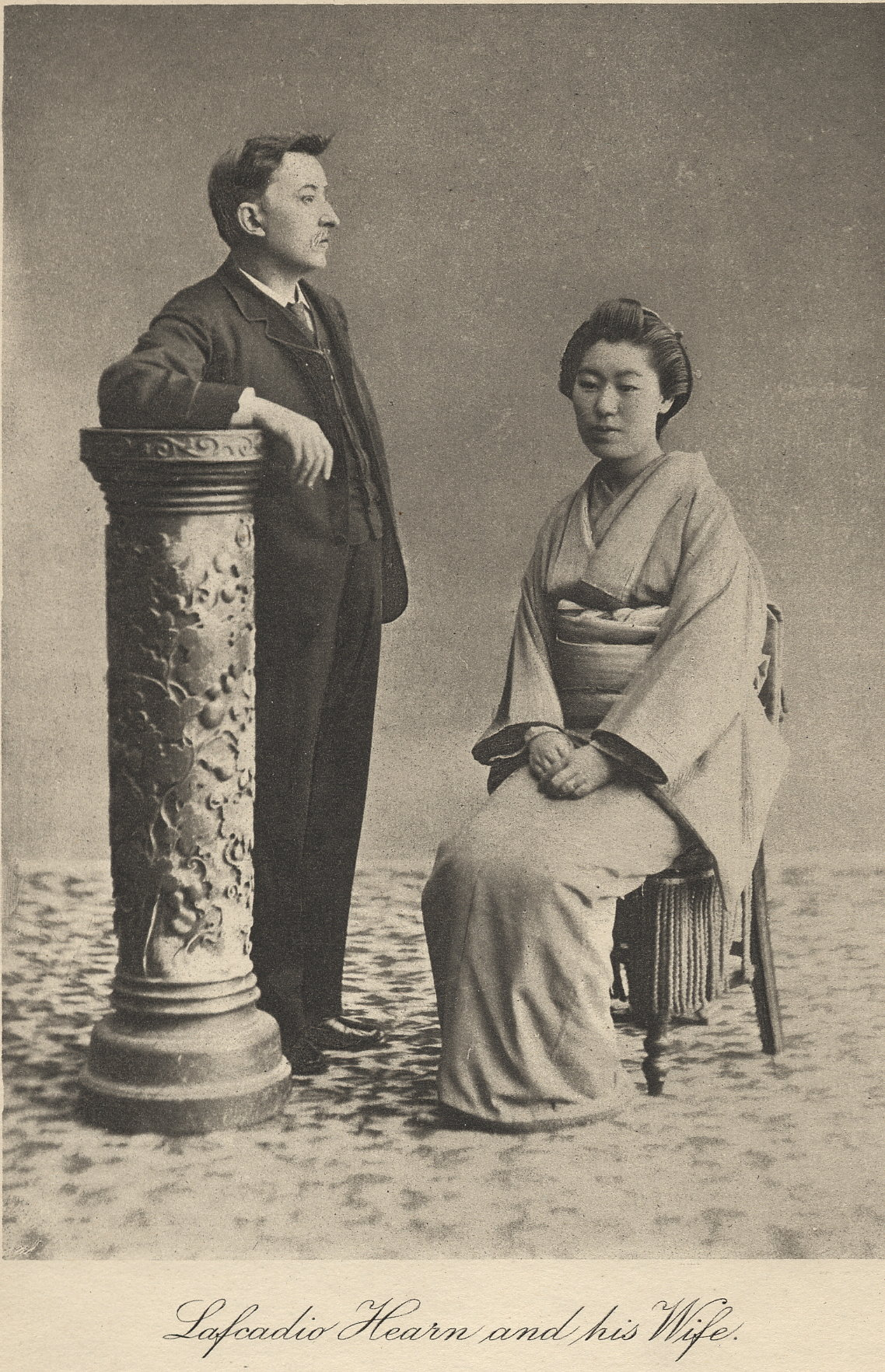
Lafcadio Hearn z żoną

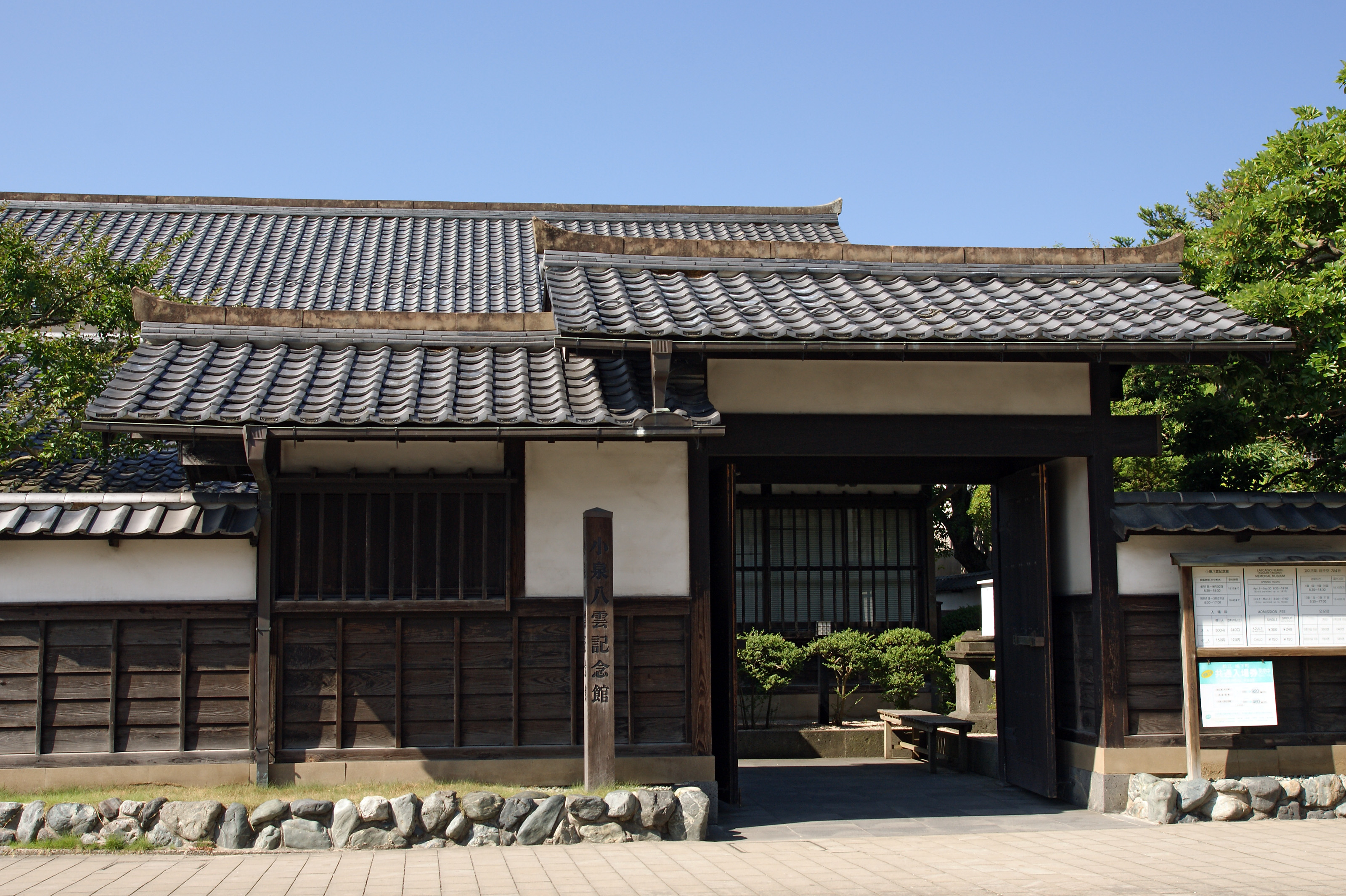
Muzeum Pamięci Lafcadio Hearna w Matsue

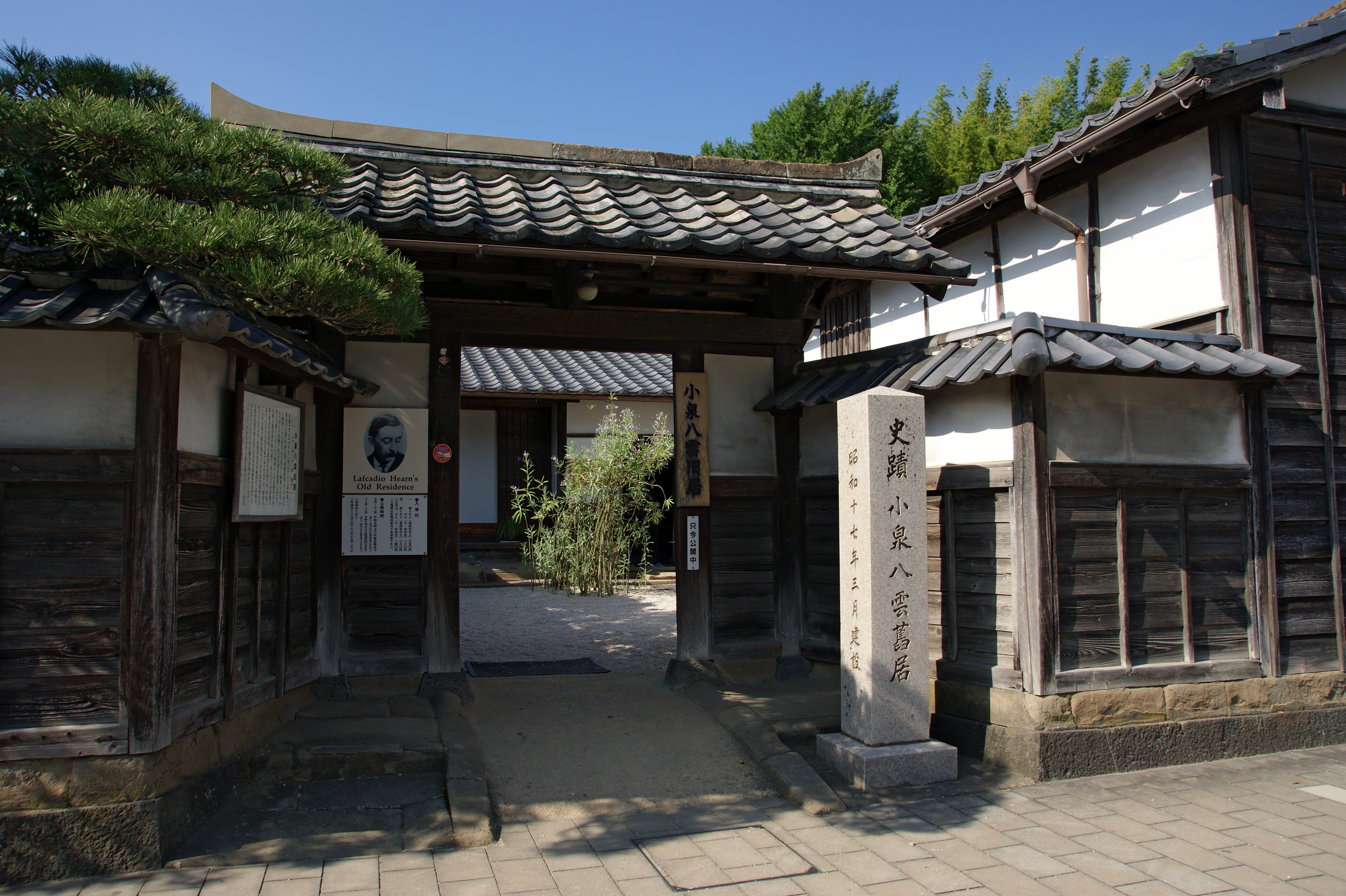
Dom, w którym mieszkał

Lafcadio Hearn (właściwie: Patricio (Patrick) Lafcadio Tessima Carlos Hearn, w języku japońskim: Yakumo Koizumi (jap. 小泉 八雲 Koizumi Yakumo; ur. 27 czerwca 1850 w Lefkas, zm. 26 września 1904 w Tokio) – pisarz tworzący w języku angielskim i japońskim, znany głównie z opisów kultury i folkloru Japonii.
W czasie pobytu w Japonii napisał wiele książek, z których najbardziej znany jest zbiór legend i opowieści niesamowitych Kwaidan, często wznawiany na całym świecie. Po czternastu latach od przybycia do Japonii Hearn umarł jako japoński pisarz narodowy. W przedmowie do tokijskiego wydania Kwaidanu z lat siedemdziesiątych XX w. napisano, że książka jest „tak japońska, jak haiku”.
Nie można go w pełni przypisać do żadnej narodowości, kultury czy religii. Był kosmopolitą, zafascynowanym kulturą afroamerykańską, japońską i francuską.

## Życiorys

### Wczesne lata życia
Urodził się na wyspie Leukada (Lefkas – stąd jego imię) jako syn irlandzkiego chirurga wojskowego Charlesa Hearna i Greczynki Rosy Antonii Kassimati. Został ochrzczony w obrządku prawosławnym.
W wieku 6 lat przeniósł się do Dublina, gdzie uczył się w katolickim College Durham (tu na skutek wypadku stracił wzrok w lewym oku). Wcześnie zetknął się z artystycznym środowiskiem Dublina.

### Pobyt w USA
W 1869 przeniósł się do Cincinnati, Ohio, (USA), gdzie żył w skrajnej nędzy, co przypuszczalnie przyczyniło się do jego późniejszych problemów psychicznych (obsesja i paranoja). Znalazł w końcu pracę dziennikarza w lokalnej gazecie, gdzie jego wybitny talent pisarski umożliwił mu szybki awans zawodowy.
W 1876 związał się z Afroamerykanką Aletheą Foley, co wywołało skandal, ponieważ takie międzyrasowe konkubinaty były wówczas w Ohio prawnie zakazane. Z tego powodu zwolniono go z pracy i w następnym roku przeniósł się do Nowego Orleanu, gdzie do 1888 był dziennikarzem w gazecie „Times Democrat”. Głównym tematem jego twórczości stała się francuskojęzyczna miejscowa kultura kreolska i kult voodoo. Tłumaczył również nowele Guy de Maupassanta.

### Pobyt w Japonii
W 1889 wyjechał do Japonii jako korespondent prasowy. Ten kraj go zafascynował. Postanowił tam pozostać i zatrudnił się jako nauczyciel języka angielskiego w Matsue (gdzie obecnie znajduje się muzeum Hearna). W 1891 ożenił się z córką miejscowego samuraja Setsu Koizumi, otrzymał obywatelstwo japońskie i zmienił nazwisko na Koizumi Yakumo.
W tym samym roku przeniósł się do Kumamoto, gdzie pracując jako nauczyciel, napisał swoją pierwszą książkę, poświęconą Japonii: Glimpses of Unfamiliar Japan (1894). Od 1896 do 1903 pracował jako wykładowca literatury angielskiej na Tokijskim Uniwersytecie Cesarskim. Znał doskonale język japoński i pisał także w tym języku.
Jego książki, poświęcone kulturze, folklorowi, obyczajom i wierzeniom Japończyków były bardzo popularne na Zachodzie i zaliczają się do pierwszych rzetelnych opisów Japonii okresu Meiji. Pół roku przed śmiercią zaczął wykładać na Uniwersytecie Waseda w Tokio. Zmarł na atak serca.

## Twórczość poświęcona Japonii
- Glimpses of Unfamiliar Japan (1894); wydanie polskie Lotos. Rzut oka na nieznaną Japonię, w dwóch częściach (1909)
- Out of the East: Reveries and Studies in New Japan (1895)
- Kokoro: Hints and Echoes of Japanese Inner Life (1896); wyd. polskie Ko-ko-ro (1906)
- Gleanings in Buddha-Fields: Studies of Hand and Soul in the Far East (1897); wybór tekstów w wydaniu polskim Opowieści niesamowite i upiorne. Ze zbiorku "Kwaidan"
- Exotics and Retrospectives (1898)
- Japanese Fairy Tales (1898)
- In Ghostly Japan (1899)
- Shadowings (1900)
- Japanese Lyrics (1900)
- A Japanese Miscellany (1901)
- Kottō: Being Japanese Curios, with Sundry Cobwebs (1902)
- Kwaidan: Stories and Studies of Strange Things (1903), wyd. polskie Opowieści niesamowite i upiorne: ze zbiorku "Kwaidan" (1924); Kwaidan: Opowieści niesamowite
- Japan: An Attempt at Interpretation (1904]); wydane pośmiertnie
- The Rromance of the Milky Way: and Other Studies and Stories (1905); wydane pośmiertnie

Po polsku wydano też zbiór Czerwony ślub i inne opowiadania (1925) zawierający teksty z Kwaidanu, Gleanings in Buddha-Fields, Kokoro i Out of the East.